# Amy Stiller
Amy Belle Sawyer Stiller (Nueva York, 9 de agosto de 1961) es una actriz estadounidense de cine, teatro y televisión, hija de los comediantes Anne Meara y Jerry Stiller y hermana del también actor Ben Stiller.

## Carrera
Inició su carrera con apenas nueve años de edad, apareciendo brevemente en la película Lovers and Other Strangers de Cy Howard. En la década de 1980 registró apariciones en películas como Vampire's Kiss y That's Adequate. En los años 1990 actuó en series de televisión como Monsters, The Cosby Mysteries y La ley y el orden, además de participar en el show televisivo de su hermano, The Ben Stiller Show. A partir de entonces ha registrado apariciones en producciones para cine y televisión como The King of Queens, Zoolander, The Cable Guy, Little Fockers, Inside Amy Schumer y Zoolander 2, entre otras.

## Filmografía

### Cine
- 2016 - Zoolander 2
- 2014 - Simpler Times (corto)
- 2013 - The Secret Life of Walter Mitty
- 2013 - The Making of Crapply Manor (corto)
- 2013 - Miss Dial
- 2011 - Jade Crisis Clinic (corto)
- 2011 - Let Go
- 2011 - Eating Matzoh (corto)
- 2010 - Little Fockers
- 2009 - Elephant (corto)
- 2009 - The Queen of Greenwich Village (corto)
- 2008 - Una guerra de película
- 2004 - Dodgeball: A True Underdog Story
- 2004 - The Reunion (corto)
- 2003 - Crooked Lines
- 2001 - Zoolander
- 2000 - My 5 Wives
- 2000 - The Visit
- 2000 - Chump Change
- 2000 - The Independent
- 1998 - Southie
- 1996 - The Cable Guy
- 1996 - The Daytrippers
- 1994 - Reality Bites
- 1992 - Freefall (corto)
- 1991 - Highway to Hell
- 1989 - Elvis Stories (corto)
- 1989 - That's Adequate
- 1988 - Vampire's Kiss
- 1986 - The Perils of P.K.
- 1970 - Lovers and Other Strangers

### Televisión
- 2020 - Love Life
- 2019 - The Marvelous Mrs. Maisel
- 2019 - Divorce
- 2019 - Bull
- 2018 - Escape at Dannemora
- 2014 - Inside Amy Schumer
- 2010 - Bored to Death
- 1999-2007 - The King of Queens
- 2001 - Third Watch
- 1994-1999 - Law & Order
- 1995 - The Cosby Mysteries
- 1992 - The Ben Stiller Show
- 1990 - Nothing Upstairs (telefilme)
- 1990 - Monsters